# Saraj (Skopje)
Saraj (en macédonien : Сарај ; en albanais : Saraji) est une des dix communes spéciales qui constituent la ville de Skopje, capitale de la Macédoine du Nord. Elle comptait 38 399 habitants en 2021 et s'étend sur 229,06 km2, ce qui en fait la plus vaste commune skopiote. Son nom signifie « palais » en turc.
La commune de Saraj, partiellement urbanisée, forme l'extrémité occidentale de la ville de Skopje. Elle se trouve sur le corridor VIII, qui traverse la péninsule balkanique d'est en ouest, et relie Skopje à l'ouest du pays et à des villes comme Tetovo, Gostivar et Ohrid. Elle se caractérise par une large majorité albanaise.
Le territoire de Saraj est constitué de zones montagneuses, puisqu'il s'avance au nord sur les monts Šar et s'étend dans sa partie sud sur les contreforts du mont Vodno et du massif de la Jakupica. Entre ces deux ensembles coule le Vardar et son affluent, la Treska. Celle-ci se jette dans le premier à l'extrême est de la commune, près de Ǵorče Petrov. Saraj est connue pour son lac de baignade, alimenté par la Treska, ainsi que pour le lac Matka, créé grâce à un barrage et situé au fond d'un canyon environné d'églises et de monastères médiévaux. Ce site naturel et historique est un des lieux les plus touristiques de Skopje.
Saraj est limitée au nord-ouest par Jegunovce, par Želino au sud-ouest, Sopište au sud, Karpoš et Ǵorče Petrov à l'est, et par le Kosovo au nord.

## Quartiers et villages
Le quartier de Saraj, où se trouve le siège de la commune, forme l'extrémité occidentale de l'agglomération de Skopje. Il est très excentré et a gardé un aspect plutôt rural. Il est constitué de maisons et se trouve coincé à l'ouest du confluent du Vardar et de la Treska. Plus à l'ouest, au nord du Vardar et à l'extérieur du périphérique se trouve le village de Kondovo. À l'opposé, de l'autre côté du fleuve, se trouve Lyoubin, qui prolonge le quartier de Saraj.
La commune compte de nombreux autres villages, disséminés aux alentours. Il s'agit de Chichevo, Tchaïlané, Semenichté, Roudnik, Rachtché, Raoviḱ, Radoucha, Panitchari, Matka, Laskartsi, Krouchopek, Kopanitsa, Dolno Svilaré, Dvortsé, Grtchets, Gloumovo, Gorno Svilaré, Boukoviḱ, Boyané et Arnakiya.

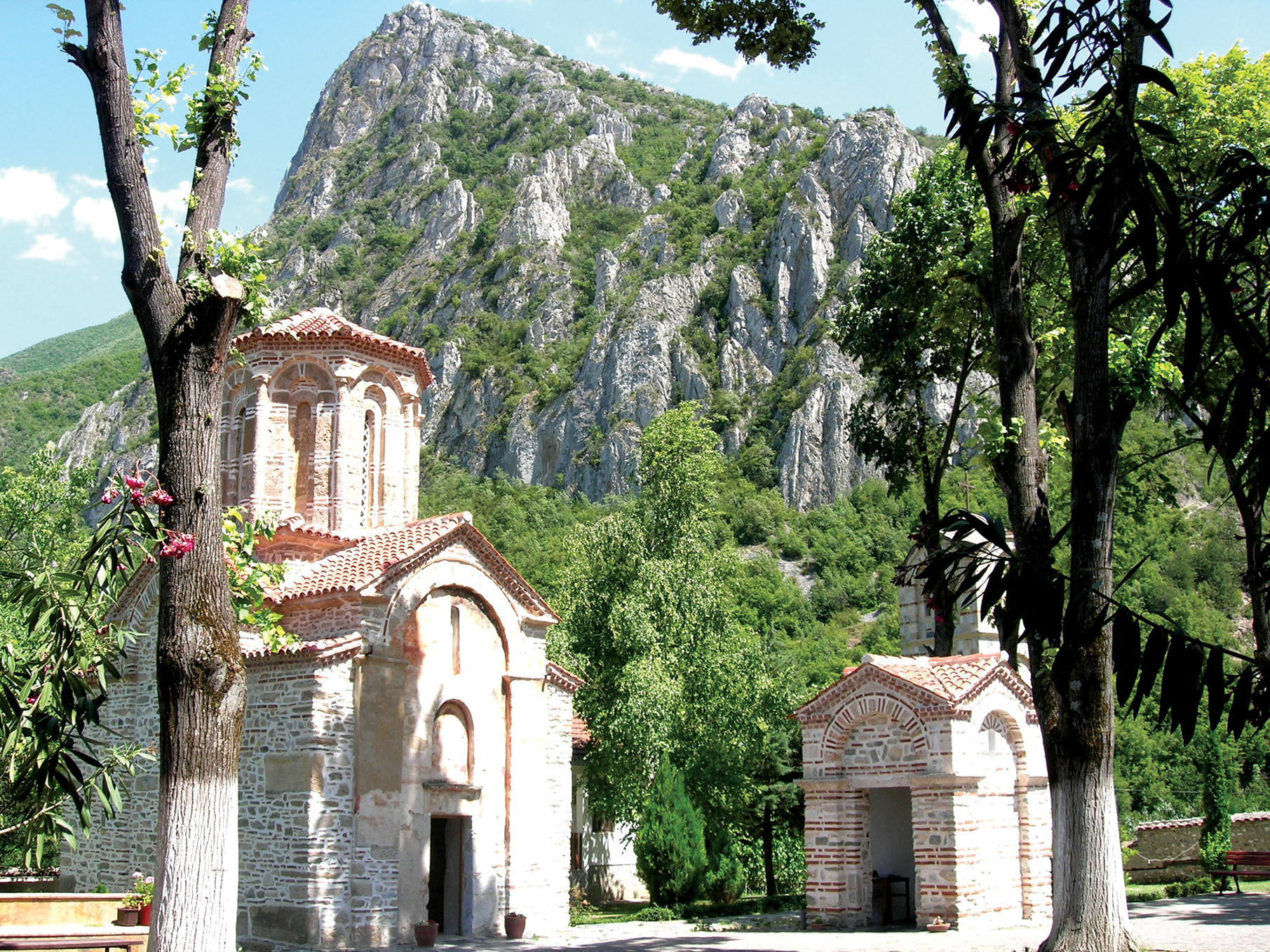
L'église de Matka.
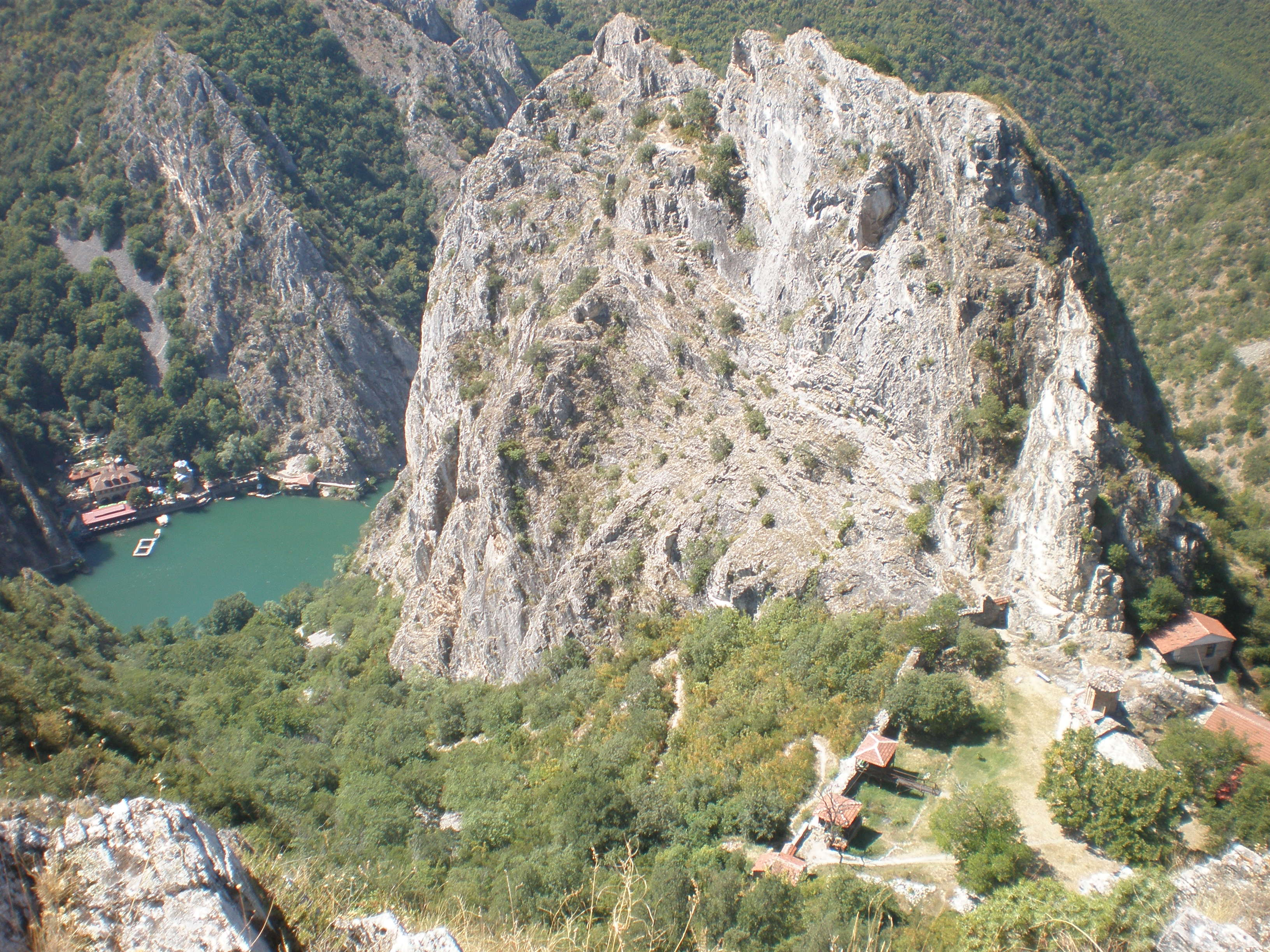
Le canyon Matka.
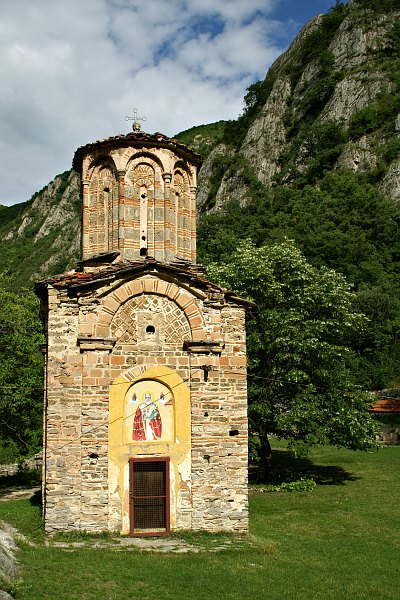
L'église de Šiševo.
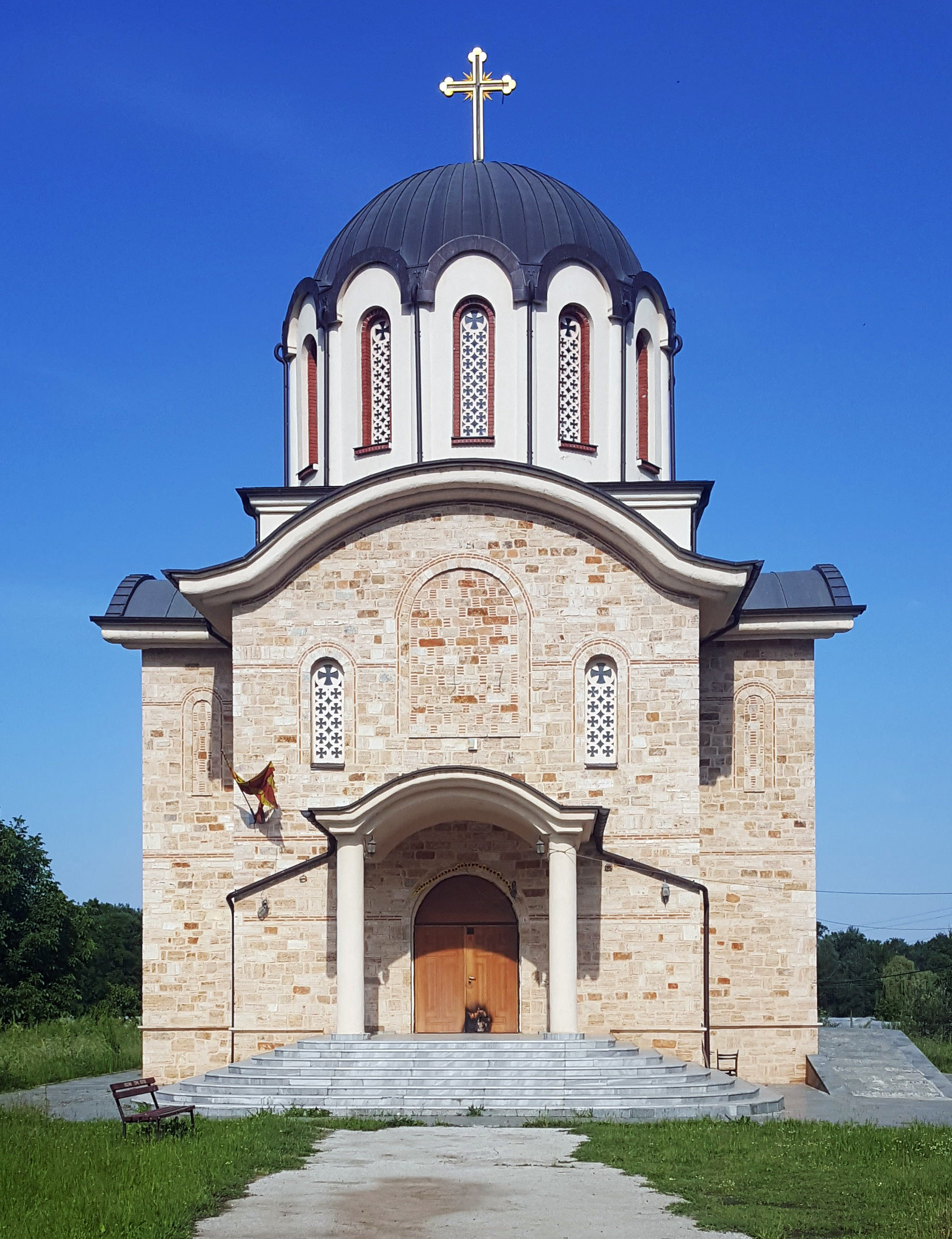
L'église Sainte-Zlata-de-Maglen de Saraj.

## Administration
La commune est administrée par un conseil municipal élu au suffrage universel tous les quatre ans. Il adopte les plans d'urbanisme, accorde les permis de construire, planifie le développement économique local, protège l'environnement, prend des initiatives culturelles et supervise l'enseignement primaire. Il compte 19 conseiller municipaux.
Le pouvoir exécutif est détenu par le maire, lui aussi élu au suffrage universel. Depuis 2017, le maire de Saraj est Blerim Bexheti.

## Démographie
Selon le recensement de 2002, Saraj compte 35 408 habitants. La composition ethnique était comme suit :
- Albanais : 32 408 (91,5 %)
- Macédoniens : 1 377 (3,9 %)
- Bosniaques : 1 120 (3,2 %)